# Zuzana Kuršová
Zuzana Kuršová (* 2. dubna 2003 Zlín) je česká rychlobruslařka, která se specializuje na delší tratě 1500 m, 3000 m a na závod s hromadným startem. Jejím trenérem je Petr Novák. Na Zimních olympijských hrách mládeže 2020 získala v závodě s hromadným startem stříbrnou medaili.

## Kariéra
Zuzana Kuršová absolvovala první závody v rychlobruslení v roce 2017, od roku 2018 se účastnila juniorského světového poháru. V roce 2019 debutovala na mistrovství světa juniorů. Největší juniorský úspěch zaznamenala v sezóně 2021/2022, kdy skončila v celkovém hodnocením 4. v závodě na 3000m, 5. v závodě na 1500m a v závodě s hromadným startem. Na mistrovství světa juniorů v roce 2022 skočila 4. na trati 1500m, 6. v závodě na 3000m, 6. ve víceboji.
Zúčastnila se Zimních olympijských her mládeže 2020, kde vybojovala stříbrnou medaili v závodě s hromadným startem. Kromě toho byla jedenáctá ve smíšeném týmovém sprintu, čtrnáctá na distanci 1500 m a na trati 500 m se umístila na 31. příčce.

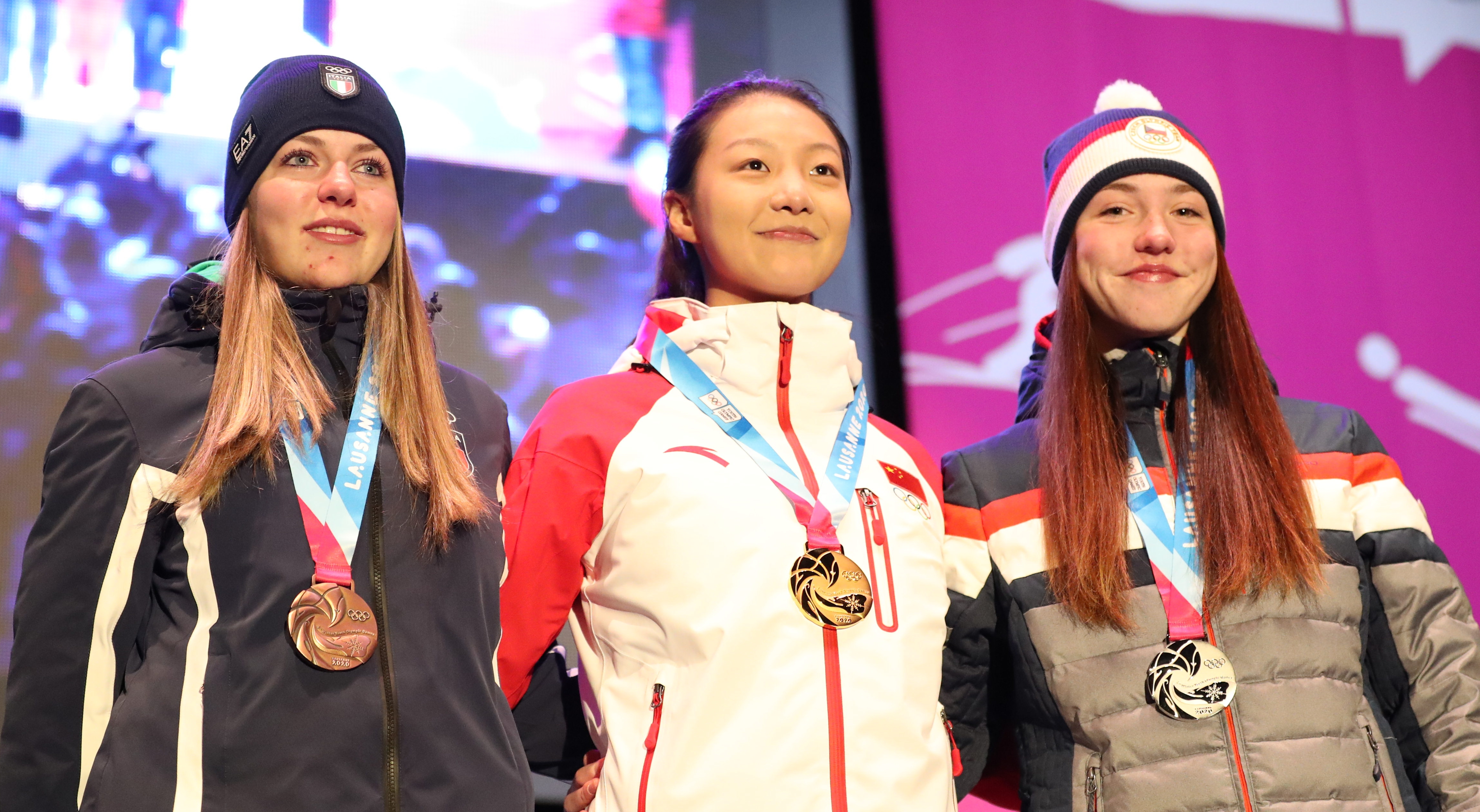
Zuzana Kuršová (vpravo) a další medailistky ze závodu s hromadným startem na Zimních olympijských hrách mládeže 2020

V listopadu 2021 poprvé startovala ve Světovém poháru, v lednu 2022 debutovala na evropském šampionátu a v březnu 2022 se premiérově zúčastnila vícebojařského mistrovství světa. V březnu 2023 se premiérově představila na Mistrovství světa na jednotlivých tratích, kde v semifinálové jízdě v závodě s hromadným startem obsadila poslední 12. místo.

## Osobní rekordy
| Závod                  | Čas     | Datum             | Místo               |
| ---------------------- | ------- | ----------------- | ------------------- |
| 500 m                  | 41,37   | 9. březen 2024    | Inzell              |
| 1000 m                 | 1:20,46 | 9. ledna 2022     | Heerenveen          |
| 1500 m                 | 1:59,80 | 12. prosince 2021 | Calgary             |
| 3000 m                 | 4:11,98 | 26. ledna 2024    | Salt Lake City      |
| 5000 m                 | 7:10,08 | 24. ledna 2025    | Calgary             |
| týmový sprint          | 1:35,44 | 5. ledna 2024     | Heerenveen          |
| stíhací závod družstev | 3:35,25 | 23. února 2020    | Tomaszów Mazowiecki |

## Umístění
| Sezóna  | ME                                                   | MS víceboj | MS jednotlivé tratě   | Světový pohár                              | Olympijské hry                                       | MS juniorů                                                         |
| ------- | ---------------------------------------------------- | ---------- | --------------------- | ------------------------------------------ | ---------------------------------------------------- | ------------------------------------------------------------------ |
| 2018/19 | —                                                    | —          | —                     | —                                          |                                                      | 37. 1500 m 29. 3000 m 22. hrom. start                              |
| 2019/20 | —                                                    | —          | —                     | —                                          | 27. 1500 m 26. 3000 m 22. hrom. start 8. stíh. závod |                                                                    |
| 2020/21 | —                                                    |            | —                     | —                                          |                                                      |                                                                    |
| 2021/22 | 18. 1000 m 17. 1500 m 14. 3000 m 14. hrom. start     | 17.        |                       | 58. 1500 m 59. 3000/5000 m 32. hrom. start | —                                                    | 33. 500 m 25. 1000 m 4. 1500 m 6. 3000 m 6. víceboj 8. hrom. start |
| 2022/23 | 13. víceboj                                          |            | 12. (SMF) hrom. start | 44. 1500 m 31. 3000/5000 m 24. hrom. start |                                                      | —                                                                  |
| 2023/24 | 17. 1500 m 16. 3000 m 12. hrom. start 5. tým. sprint | 23.        | 11. (SMF) hrom. start | 46. 1500 m 37. 3000/5000 m 12. hrom. start | —                                                    |                                                                    |